# John Calvin Ferguson
John Calvin Ferguson (Napanee, Ontario, Kanada, 1866. – Boston, Massachusetts, 1945.) (kínai neve pinjin hangsúlyjelekkel: Fú Kāisēn; magyar népszerű: Fu Kaj-szen; egyszerűsített kínai: 福开森; hagyományos kínai: 福開森) amerikai műgyűjtő, sinológus.

## Élete és munkássága
Fergusson a feleségével a Csiangszu tartománybeli metodista misszióban dolgoztak. 1902-ben visszatért az Egyesült Államokba, és a Bostoni Egyetemen szerzett doktori fokozatot a The Confucian Renaissance in the Sung Dynasty című disszertációjával. Kínai kapcsolatait felhasználva műkincseket szerzett be a New York-i Metropolitan Művészeti Múzeum számára. Élete végéig jelentős szerepet játszott a kínai műtárgyak Amerikába juttatásában és amerikai megismertetésében. Élete jelentős részét Kínában töltötte, 1927-ben a megalakuló új kormány tanácsadója lett.

## Főbb művei
- Catalogue, Special exhibition of Chinese paintings from the collection of the Museum. New York: Metropolitan Museum of Art, 1914. Free copy Internet Archive
- Outlines of Chinese art.  Scammon Lectures for 1918 (Chicago: Published for the Art Institute of Chicago by the University of Chicago Press, 1919). Free copy Internet Archive
- Chinese Painting. Chicago: University of Chicago Press, 1927
- Li Dai Zhu Lu Hua Mu 歷代著錄畫目. Nanking: University of Nanking
- Li Dai Zhu Lu Ji Jin Mu 歷代著錄集金目. Shanghai: Commercial Press
- Survey of Chinese art. Shanghai: Commercial Press, 1939